# تورسونوی یابورووا
تورسونوی یابورووا (انگلیسی: Tursunoy Jabborova; ۴ مارس ۲۰۰۲) وزنه‌بردار زن اهل ازبکستان است.